# Festival Brotes de Chile
Festival Brotes de Chile es un festival de música folclórica que se efectúa desde 1984 en la ciudad de Angol, capital de la provincia de Malleco, Región de la Araucanía. Cuenta con una competición y bloques humorísticos y bandas nacionales e internacionales.
Se realiza en el Estadio Alberto Larraguibel Morales, que tiene un aforo de aproximadamente 5000 personas, y es organizado, producido y transmitido por la Municipalidad de Angol.

## Historia
En la década de 1980 surgieron festivales musicales de carácter folclórico que tuvieron una corta existencia. Tras un proceso de estudio, se desarrolló la primera versión de este festival en la ciudad de Angol en 1984. La propuesta de su creador, Carlos González Quintana, con el apoyo de María Inés Pérez Reydet, entonces alcaldesa de la ciudad, fue incentivar a compositores, autores e intérpretes chilenos para la creación de música inspirada en el folclore tradicional para presentarla en este evento.
El Festival se ha realizado desde su inicio en el Gimnasio del Complejo Deportivo Alberto Larraguibel Morales, que tiene una capacidad de 3000 personas. En sus años de existencia ha tenido tres conductores: Jorge Rencoret Silva entre 1984 y 2001, Juan Guillermo Vivado desde 2002 hasta 2011, y Eduardo Palacios Urzúa, actual conductor.
En el transcurso de las actividades festivaleras, también se desarrollan otras actividades de índole folclórica, como muestras de artesanía, gastronomía y rodeo.

## Versiones

### 2016

#### Guitarra Brotada de Oro
- "Como se quiebra una espiga", del autor y compositor Marco Sáez Fredes, interpretada por el grupo Entreacordes.

##### Guitarra Brotada de Plata
- "La muerte ya te hizo un guiño", del autor y compositor Juan Vargas Aguilar, interpretada por Sergio Veas y grupo.

##### Guitarra Brotada de Bronce
- "En las redes de tu amor", de la autora y compositora María Teresa Lagos, interpretada por el grupo Voces del Río.

### Novedades
- En esta versión las bandas visitantes más conocidas fueron Quilapayún & Sol y Lluvia.
- El humorista invitado fue Edo Caroe.[2]
- El invitado de cierre fue el cantante nacional Américo.
- Se presentaron 12 canciones del género folclórico, las cuales por primera vez fueron reveladas antes de su lanzamiento en el festival por el programa Canciones y Aires de Nuestra Tierra de Eduardo Palacios en Radio El Conquistador FM.

## Curiosidades
- La ciudad de Angol se caracteriza por la existencia de gran cantidad de intérpretes solistas y conjuntos de proyección folclórica, tales como el Conjunto de Proyección de Folclore Altue, el Conjunto Rehue del Magisterio, el Conjunto Kupal y el Conjunto "Voces Franciscanas".
- Cada año se presenta al festival el grupo folcórico "La Contru", los que son conocidos y muy queridos por los asistentes al festival por su forma de vestir en la presentación y por sus instrumentos, con los cuales simulan obreros de la construcción.
- El año 2015 fue el gran cambio del festival, en que cambió del Gimnasio Municipal al Estadio Alberto Larraguibel Morales

## Temas Ganadores Festival Brotes de Chile desde 1984 al 2025

### 1984

#### Seamos como los Niños
- Tema Ganador Festival Género Folclórico Brotes de Chile 1984, Autor: Osvaldo Geldres Martínez y Ruperto Fonfach, Intérprete: Pato Carvallo y Los Krismas

### 1985

#### Viví tus Amores
- Tema Ganador Festival Género Folclórico Brotes de Chile 1985, Autor: Eleodoro Medina Burdiles, Intérprete: Conjunto Maitén

### 1986

#### Póngale Tranca a la Puerta
- Tema Ganador Festival Género Folclórico Brotes de Chile 1986, Autor: Eliana Rodríguez Leiva, Intérprete: Los Chacareros de Paine

### 1987

#### Fiesta de Pachama
- Tema Ganador Festival Género Folclórico Brotes de Chile 1987, Autor: Ricardo de la Fuente, Intérprete: Miguel Esper

### 1988

#### Me caso con la Chalía
- Tema Ganador Festival Género Folclórico Brotes de Chile 1988, Autor: Luis Armando Rivera, Intérprete: Lucho Rivera

### 1989

#### Mi San Pedro Timonel
- Tema Ganador Festival Género Folclórico Brotes de Chile 1989, Autor: Eduardo Castro y hugo Castillo Salinas, Intérprete: Yayo Castro y Los Surcadores del Viento

### 1990

#### La Polca del Gobernador
- Tema Ganador Festival Género Folclórico Brotes de Chile 1990, Autor: Antonio Cerpa Plaza, Intérprete: Grupo Arcilla

### 1991

#### Choique Purhun
- Tema Ganador Festival Género Folclórico Brotes de Chile 1991, Autor: Sofía Painiqueo Tragnolao, Intérprete: Sofía Painiqueo y Conjunto Aflaiay

### 1992

#### Los Fiscales de Chiloé
- Tema Ganador Festival Género Folclórico Brotes de Chile 1992, Autor: Ricardo de la Fuente, Intérprete: Ricardo de la Fuente y Cantamérica

### 1993

#### Se casaron los elementos
- Tema Ganador Festival Género Folclórico Brotes de Chile 1993, Autor: Miguel Lastra, Intérprete: Miguel Lastra y Ana Lorena

### 1994

#### Lejana Patagonia
- Tema Ganador Festival Género Folclórico Brotes de Chile 1994, Autor: José Arturo Chávez, Intérprete: Voces de Aysén

### 1995

#### Son mis Chaway
- Tema Ganador Festival Género Folclórico Brotes de Chile 1995, Autor: Nancy y Carlos San Martin, Intérprete: Nancy y Carlos San Martin y Pindaray

### 1996

#### Y empezó a crecer la vida
- Tema Ganador Festival Género Folclórico Brotes de Chile 1996, Autor: José Antonio Chanvez, Intérprete: Voces de Aysén

### 1997

#### Bajo el Sol
- Tema Ganador Festival Género Folclórico Brotes de Chile 1997, Autor: Alicia Larraín, Intérprete: Alicia Larraín

### 1998

#### Alma de Paloma
- Tema Ganador Festival Género Folclórico Brotes de Chile 1998, Autor: Roberto Fonfach, Intérprete: Grupo Los Mensajeros

### 1999

#### Quiero dejar mi canto
- Tema Ganador Festival Género Folclórico Brotes de Chile 1999, Autor: Ivan Riffo Cifuentes, Intérprete: Ivan Riffo y Grupo Renacer

### 2000

#### Tonada de Amor Campesino
- Tema Ganador Festival Género Folclórico Brotes de Chile 2000, Autor: Miguel Lastra, Intérprete: Ana Lorena Lastra

### 2001

#### Niño Campesino
- Tema Ganador Festival Género Folclórico Brotes de Chile 2001, Autor: José Arturo Chávez, Intérprete: Grupo Calafate

### 2002

#### Enamorado de mi País
- Tema Ganador Festival Género Folclórico Brotes de Chile 2002, Autor: Eduardo Molina, Intérprete: Herederos del Tiempo

### 2003

#### Alma de Paloma
- Tema Ganador Festival Género Folclórico Brotes de Chile 2003 (20 Años del Festival), Autor: Ruperto Fonfach, Intérprete: Grupo los Mensajero

### 2004

#### La Vida se fue Volando
- Tema Ganador Festival Género Folclórico Brotes de Chile 2004, Autor: Héctor Urrutia, Intérprete: Voces de Tierra Nueva

### 2005

#### Amor de Carnaval
- Tema Ganador Festival Género Folclórico Brotes de Chile 2005, Autor: Benjamín René Aguirre, Intérprete: Grupo Raíces

### 2006

#### Amor cautivo
- Tema Ganador Festival Género Folclórico Brotes de Chile 2006, Autor: Cecilia Mella Spuler, Intérprete: Conjunto Ray Mapu

### 2007

#### Como me has hecho falta
- Tema Ganador Festival Género Folclórico Brotes de Chile 2007, Autor: José Pepe Cornejo Alíaga, Intérprete: Sergio Veas y Los Cuatro Vientos

### 2008

#### Me lo Contó un Zorzalito
- Tema Ganador Festival Género Folclórico Brotes de Chile 2008, Autor: Ruperto Fonfach, Intérprete: Ruperto Fonfach y Grupo Misol

### 2009

#### Cariñito de Alfalfal
- Tema Ganador Festival Género Folclórico Brotes de Chile 2009, Autor: Pato Maturana, Intérprete: Agustín Patricio Maturana

### 2010

#### Estoy que muero de pena
- Tema Ganador Festival Género Folclórico Brotes de Chile 2010, Autor: Juan Vargas y Alex Soto, Intérprete: Gabriela Contreras y Grupo

### 2011

#### La Última Carta
- Tema Ganador Festival Género Folclórico Brotes de Chile 2011, Autor: Patricio Santibáñez Gaete, Intérprete: Grupo Lican Ray

### 2012

#### Valparaíso en Primavera
- Tema Ganador Festival Género Folclórico Brotes de Chile 2012, Autor: Eduardo Yayo Castro, Intérprete: Surcadores del Viento

### 2013

#### Tonada para que Vuelvas
- Tema Ganador Festival Género Folclórico Brotes de Chile 2013, Autor: Patricio Santibáñez, Intérprete: Grupo Lican Ray

### 2014

#### Vamos Paloma Vuela
- Tema Ganador Festival Género Folclórico Brotes de Chile 2014, Autor: Jorge Cartes, Intérprete: Conjunto Pregón

### 2015

#### El Lucero y la Rosa
- Tema Ganador Festival Género Folclórico Brotes de Chile 2015, Autor: Patricio Santibáñez, Intérprete: Conjunto Lican Ray

### 2016

#### Como se quiebra una Espiga
- Tema Ganador Festival Género Folclórico Brotes de Chile 2016, Autor: Matcos Sáez Fredes, Intérprete: Grupo Entreacordes

### 2017

#### A la Sombra del Aromo
- Tema Ganador Festival Género Folclórico Brotes de Chile 2017, Autor: Claudio Meriño Venegas, Intérprete: Claudio Meriño Venegas

### 2018

#### El Amor en tus Manos
- Tema Ganador Festival Género Folclórico Brotes de Chile 2018, Autor: Alejandro Obreque, Intérprete: Conjunto Alborada

### 2019

#### Vivir
- Tema Ganador Festival Género Folclórico Brotes de Chile 2019, Autor: Raúl Salinas, Intérprete: Conjunto La Bandurria

### 2020

#### Tonadita Porteña
- Tema Ganador Festival Género Folclórico Brotes de Chile 2020, Autor: Raúl Salinas, Intérprete: Grupo La Bandurria

### 2024

#### Raíces de Carnaval
- Tema Ganador Festival Género Folclórico Brotes de Chile 2024, Autor: Benjamin Aguirre, Intérprete: Grupo Raíces

### 2025

#### Vuela el Poeta
- Tema Ganador Festival Género Folclórico Brotes de Chile 2025, Autor: Raúl Salinas, Intérprete: Patricio Quitanilla y el Arca

## Temas Ganadores Festival Brotes + Joven 2011 - 2015

### 2011

#### Yo tuve un palomito
- Tema Ganador Festival Festival Brotes + Joven 2011, Autor: La Tencha, Intérprete: Rocío Gómez Vergara

### 2012

#### Ala, Viento y Guitarra
- Tema Ganador Festival Festival Brotes + Joven 2012, Autor: Nexel , Intérprete: Nexel

### 2013

#### Lawen
- Tema Ganador Festival Festival Brotes + Joven 2013, Autor: Sua de Lur, Intérprete: Sua de Lur

### 2014

#### Plegaria De La Lluvia
- Tema Ganador Festival Festival Brotes + Joven 2014, Autor: Marilyn Ulloa, Intérprete: Marilyn Ulloa

### 2015

#### Somos la tierra
- Tema Ganador Festival Festival Brotes + Joven 2015, Autor: Rolo Makewe, Intérprete: Rolo Makewe

- Datos: Q5860888